# 부르사스포르
부르사스포르 쿨뤼뷔 데르네이(Bursaspor Kulübü Derneği)는 튀르키예의 축구 클럽으로 튀르키예에서 네 번째로 큰 도시인 부르사에 연고를 두고 있다. 홈구장은 43,331명 규모의 부르사 팀사흐 아레나이다. 클럽의 최고 성적은 2010년의 쉬페르리그 우승이다. 부르사스포르는 2009-10 시즌 쉬페르리그를 우승하며 이스탄불 세 팀과 트라브존스포르를 제외하고 쉬페르리그를 우승한 첫 팀이 되었다. 현재는 4부 리그인 TFF 3. 리그에 참가하고 있다.

## 역대 성적

#### 리그
- TFF 1. 리그 (2부 리그)

우승 (1): 2005-06
- 쉬페르리그

우승 (1): 2009-10

#### 컵
- 튀르키예 쿠파스

우승 (1): 1986
- 튀르키예 쿠파스 준우승

우승 (4): 1971, 1974, 1992, 2015

## 유럽 대회성적
| 시즌    | 대회            | 라운드   | 클럽              | 결과       |
| ------- | --------------- | -------- | ----------------- | ---------- |
| 1995-96 | UEFA 인터토토컵 | 조별리그 | 윔블던            | 4-0        |
|         |                 | 조별리그 | 베이타르 예루살렘 | 2-0        |
|         |                 | 조별리그 | 샤를루아          | 2-0        |
|         |                 | 조별리그 | 코시체            | 1-1        |
|         |                 | 준결승전 | 크레타            | 2-1        |
|         |                 | 결승전   | 카를스루에        | 3-3 (5-6p) |

- 굵은 글씨가 홈경기.

## 선수 명단

### 현역
참고: FIFA 자격 규정에 따라 소속된 국가대표팀 국기를 표시합니다. 선수는 복수의 FIFA 비회원국 국적을 가지고 있을 수 있습니다.
| 번호 | 포지션 | 국적     | 이름      |
| ---- | ------ | -------- | --------- |
| 10   | FW     | 튀르키예 | 젠크 샤힌 |

| 번호 | 포지션 | 국적 | 이름 |
| ---- | ------ | ---- | ---- |

## 역대 감독
| 감독          | 임기        |
| ------------- | ----------- |
| 제프 피온테크 | 1993 ~ 1995 |
| 게오르게 하지 | 2003        |
| 셰놀 귀네슈   | 2014 ~ 2015 |